# Seznam indijskih nogometašev
Seznam indijskih nogometašev.

## A
- Abhra Mondal
- Talimeran Ao

## B
- Sibdas Bhaduri
- Subhash Bhowmick
- Baichung Bhutia

## C
- Michael Chopra
- Bruno Coutinho

## D
- Vikash Dhorasoo

## G
- Chuni Goswami

## H
- Mehtab Hussain

## K
- Yousuf Khan

## L
- Jeje Lalpekhlua

## R
- Magan Singh Rizvi

## S
- Mohammed Salim